# فينكس سينكلير
فينكس فيكتوريا هوب سينكلير طفلة كندية ولدت في 23 أبريل 2000 وقتلت في 11 يونيو 2005 على يد والدتها وزوج الأم؛ أدت ظروف حياتها وموتها في واحدة من أكبر الاستفسارات العامة يعقد في مانيتوبا، ودراسة نظام رعاية الطفل.

## روابط خارجية
- Hughes, Ted (2013). The Legacy of Phoenix Sinclair: Achieving the Best for All Our Children (volume 1). ISBN 978-0-7711-1561-5.